# Озёрки (Воронежская область)
Озёрки — село в Бутурлиновском районе Воронежской области.
Административный центр Озёрского сельского поселения.

## Население
| 1859 | 1897  | 2010 | 2012 | 2013 | 2014 | 2015 |
| ---- | ----- | ---- | ---- | ---- | ---- | ---- |
| 1380 | ↗2126 | ↘742 | ↘711 | ↘698 | ↘671 | ↘651 |
| 2016 | 2017  | 2018 | 2019 | 2020 | 2021 |      |
| ↘631 | ↘626  | ↗634 | ↘630 | ↘615 | ↗644 |      |

## Улицы
| - ул. Аникина, - ул. Комсомольская, - ул. Октябрьская, | - ул. Парижской Коммуны, - ул. Первомайская, - ул. Свобода. |

## Известные уроженцы
- Аникин, Сергей Анатольевич (1973—2000) — российский милиционер, старший сержант. Герой Российской Федерации.